# Triangle Razorbacks
Triangle Razorbacks er en fusionsklub, som blev oprettet i 2000 på baserne af de to amerikansk fodbold-klubber Fredericia Jets og Vejle Saints.
Klubben har hjemsted i Vejle – og har igennem de seneste år været igennem en stor udvikling – både rent sportsligt og organisatiorisk.

## Klubbens historie
2006 var klubbens hidtil bedste år, hvor seniorholdet blev danske mestre ved at besejre Kronborg Knights i Mermaid Bowl XVIII på Farum Park med 21-16. Kampen blev vist direkte på Viasat Sport. Triangle Razorbacks' David Freeman blev kåret som kampens MVP – mens Thomas Linnemann blev kåret som Nationalligaens MVP.
2006 MVP Razorbacks:
Offence: Michael Winum OL,
Defense: Ikke officelt
I 2007 spillede klubben to kampe i EFL – European Football League – amerikansk fodbolds svar på almindelig fodbolds Champions League. Modstanderne var norske Eidsvoll 1814's og finske Porvoo Butchers. Hjemmekampen mod 1814's endte med et nederlag til Triangle Razorbacks på 7-59 – og udekampen mod Butchers med et nederlag på 6-41.
Til sæsonen 2007 måtte klubben sige farvel til MVP David Freeman, som skrev kontrakt med det franske hold, Aix-en-Provence Argonautes. Til gengæld har man hentet forstærkningerne Donald Robert Carpenter Jr. og David Daniels – begge fra USA – for at forstærke holdets løbeangreb, og den franske NFLE spilleren Yoan Schnee for at forstærke holdets defensive side af bolden, i forsøget på at genvinde det danske mesterskab. Dette lykkedes også, da Razorbacks for andet år i træk stod i Mermaid Bowl XIX, med 10 vundet ud af de 11 mulige kampe inden finalen på Farum Park. Her mødte de Avedøre Monarchs som var det eneste hold i sæsonen der havde slået de forsvarende mestre. Dog havde de intet at stille op i Mermaid Bowl, da HC fra Avedøre Monarchs, Claus Elming, blev outcoach'et af Kenneth Suhl HC fra Triangle Razorbacks, og led et nederlag på 32-20 til de forsvarende mestre fra Vejle, der for andet år i træk kan kalde sig danmarks bedste hold og dermed Danmarks Mestre.
Triangle Razorbacks er i 2007 BACK TO BACK CHAMPIONS.
2007 MVP Razorbacks:
Offense: Peter Linnemann QB,
Defense: Thor Mikkelsen LB
Triangle Razorbacks vandt også Mermaid Bowl i 2008, og blev dermed danmarksmestre for tredje år i træk. De var ligeledes i Mermaid Bowl i 2009 og 2010, hvor de dog begge gange måtte se sig besejret af Søllerød Gold Diggers. I 2011 kvalificerede holdet sig til Mermaid Bowl for 6 år i træk, ved at besejre Copenhagen Towers med 23-13 i en tæt semifinale. 
I Mermaid Bowl 2011, som vanen tro blev spillet i Farum Park, stod Triangle Razorbacks for tredje år i træk overfor Søllerød Golddiggers. Kampen blev en spændende og intens affære, som vil gå over i historien, som en af de bedste american football kampe på dansk jord.[kilde mangler] Efter at have været foran efter første quarter, men bagud efter både anden og tredje quarter, kunne Triangle Razorbacks til slut løfte trofæet for fjerde gang i klubbens historie efter en sejr på 35 – 31. 
I 2012 spillede Triangle Razorbacks i den europæiske EFAF turnering (svarer til UEFA), hvor de nåede finalen efter sejr over Grenoble Centaures fra Frankrig i semifinalen. De måtte sig dog set besejret i finalen af rivalerne fra Søllerød Golddiggers, men med to danske hold i finalen er dansk american football på vej frem. Mermaid Bowl 2012 blev spillet på Vejle Stadion og de to finale hold var for femte år i streg Triangle Razorbacks og Søllerød Golddigger. Golddiggers dominerede i starten af kampen og var foran efter de første tre quarters, men med et imponerende comeback i fjerde quarter og et touchdown af WR Alex Molina 49 sekunder før tid, kunner Triangle Racobaks for femte gang løfte trofæet efter en sejr på 34-29.
I 2014 tabte Razorbacks til Aarhus Tigers i semifinalen og gik derved glip af kampen om Mermaid Bowl.
I 2015 kom Razorbacks stærkt tilbage og gik ubesejret igennem sæsonen og vandt Mermaid Bowl over Søllerød Gold Diggers efter at have været bagud i det meste af kampen.
2016 sæsonen blev igen domineret af Razorbacks der undervejs kun tabte en enkelt gang ude mod Copenhagen Towers. Finalen blev også et opgør mod Towers. Begge hold havde hidtil vundet Mermaid Bowl 6 gange. Copenhagen Towers dominerede finalen - men endnu engang vandt Razorbacks nærmest mirakuløst med et touchdown kastet af Duke Delancelotti til Oliver Holmlund med kun 37 sekunder tilbage. Dermed vandt Razorbacks sin 7. Mermaid Bowl på kun 11 sæsoner og blev dermed det mest vindende hold i Danmark.

## Regional Række
Triangle Razorbacks stillede i sæsonen 2007 op med et andet hold for alle de ny opkommende seniore. Dette viste sig også at være en ting, da de gik i gennem sæsonen med 7 vundet og 1 nederlag. Og knuste Ringkøbing Eagles i deres finale, Bobbler Bowl, 74 – 22.
Og kunne for første år i Klubbens historie kalde sig Danske Mestre i 7 mand senior football.
2007 MVP Razorbacks:
Offence: Jesper Johnsen QB,
Defense: Rene "Store" DL

## U19
Triangle Razorbacks har efter et par års stilstand på ungdomssiden fået rigtigt godt gang i sagerne i de senere år. Således var U19-holdet i 2006 med i 1. divisionsfinalen, hvor man tabte knebent 31-30 til Aarhus Tigers.
2006 MVP Razorbacks:
Offence: Thomas Feer RB,
Defence: Andreas Damgaard LB
2007 stillede Triangle Razorbacks ikke op med noget U19 hold, men alle disse spillere var dog at se på Regional Række holdet.
2008 stillede Triangle Razorbacks med et tæt på helt nyt U19 hold da største delen af spillerne var oprykkere fra U16 holdet 2007, alligevel lykkedes det Razorbacks U19 at vinde sæsonen med kun 1 tabt kamp til Odense Swans, som de vandt over i finale på Razorbacks hjemmebane.
2008 MVP Razorbacks:
Offence: Jesper Johnsen QB,
Defence: Nicolai Sivebæk DE,
Rookie of the year: Frederik Andersen

## U16
U16-holdet blev i 2006 danske mestre for 7-mandshold efter finalesejr på 30-26 over Esbjerg Hurricanes.
2006 MVP Razorbacks:
Offence: Henrik Kjelstrup RB,
Defense: Lars Andersen LB
U16 holdet holde nivauet oppe i U16 2. div ligaen, da de i sæsonen 2007 ikke led nogle nederlag overhovet, og vand 6 kampe ud af 8 på MercyRule (at føre med 50 point) og de to andre kampe med henholdsvis 40 og 28 point.
De er derved også BACK TO BACK CHAMPIONS
2007 MVP Razorbacks:
Offence: Jeppe Okholm QB,
Defense: Lars Andersen LB,